# Canon
Japonská firma Canon Inc. (japonsky: キヤノン株式会社; Kijanon kabušiki gaiša) je předním světovým výrobcem optických přístrojů a kancelářských zařízení, jako jsou fotoaparáty, tiskárny a kopírky.

## Historie
Společnost sídlící v japonském hlavním městě Tokiu založili Goro Jošida a jeho švagr Takeo Maeda v roce 1933 pod názvem 精機光学研究所 (Seiki Kógaku Kenkjúdžo, Laboratoř přesné optiky). V červnu 1934 předvedla dřevěný model fotoaparátu – Kwanon, pojmenovaný podle buddhistické bohyně. Pod tímto názvem však žádný skutečný fotoaparát nevyrobila. Rok na to se firma přejmenovala na údernější Canon.

### Výroba fotoaparátů
První fotoaparáty byly klony hledáčkových přístrojů Leica s několika vylepšeními, jako bylo například měnitelné zvětšení hledáčku. Zpočátku Canon neměl vlastní továrnu na optiku, a tak používal objektivy od Nikonu. V roce 1948 začala firma vyrábět vlastní optiku pod značkou Serenar. V roce 1987 uvedla firma na trh systém zrcadlovek EOS, který se rozvíjí dodnes. První kinofilmovou zrcadlovkou nového systému byl Canon EOS 650. V roce 2000 společnost představila první digitální zrcadlovku Canon EOS D30.

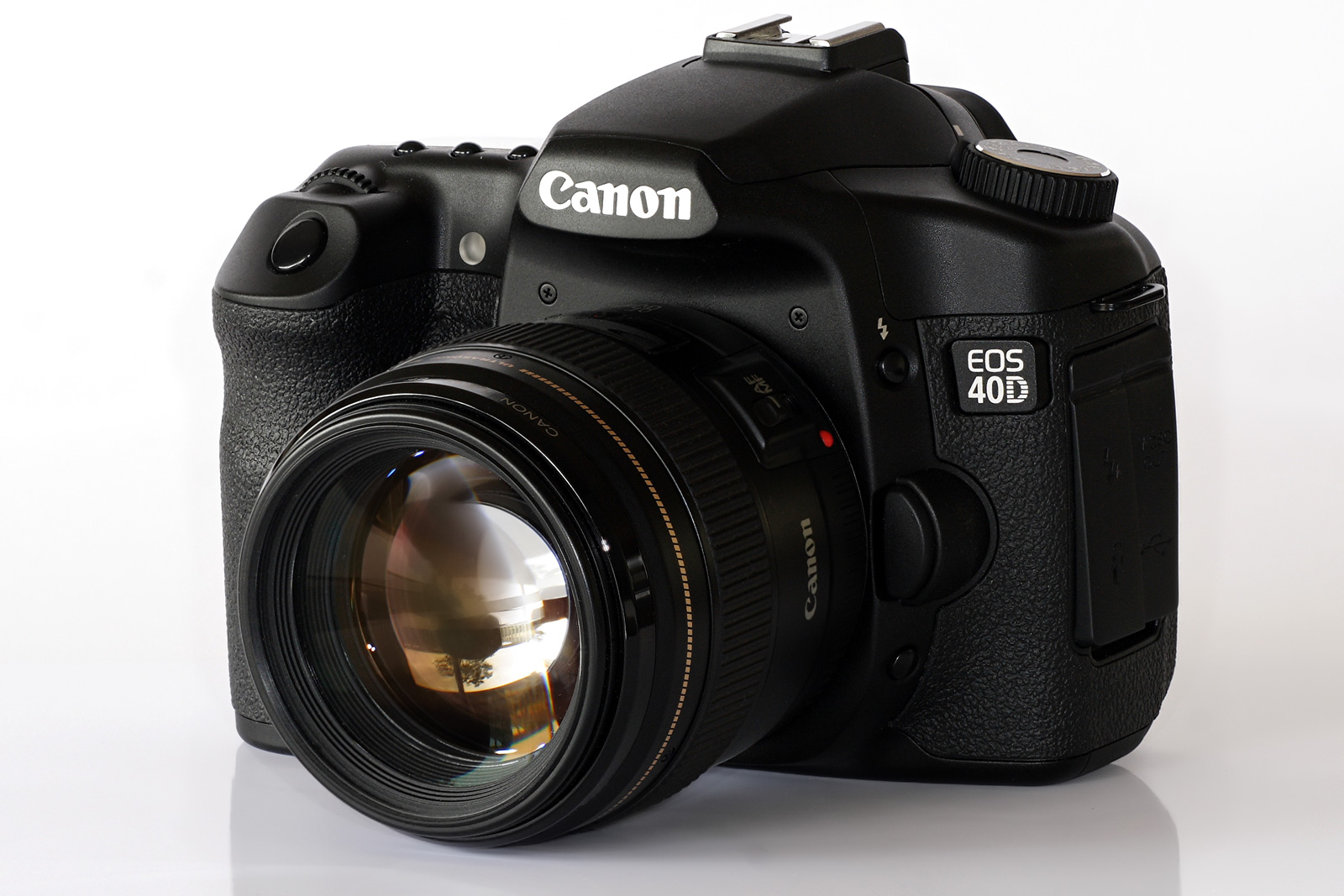
Digitální zrcadlovka Canon 40D (2007)

V říjnu 2018 Canon představil novou řadu fotoaparátů s bajonetem RF s prvním modelem Canon EOS R, během 3 let oznámili profesionální modely R6 a R5 a  "Entry level" levnější model RP.
V současné době společnost vyrábí fotoaparáty a videokamery v řadách:
- Canon PowerShot
- Canon PowerShot G
- Canon Digital IXUS
- Canon EOS - fotoaparáty a kamery s výměnnými objektivy
- Canon Legria - spotřebitelské a poloprofesionální videokamery
- Canon XF a XA - profesionální videokamery
- Canon CR - PTZ IP videokamery

Nabídku fotoaparátů doplňuje výrobou vlastních objektivů následujících systémů:
- Canon EF
- Canon EF-S
- Canon EF-M
- Canon RF

Součástí nabídky jsou i záblesková zařízení:
- Canon Speedlite

### Výroba kancelářských zařízení
Přes silnou pozici na trhu fotografické techniky pochází většina zisků společnosti z divize kancelářských produktů, zejména kopírek a multifunkčních zařízení imageRUNNER.
Mezi hlavní konkurenty Canonu patří Nikon, Fujifilm, Konica Minolta, Leica, Pentax, Olympus, Sony, Epson, Kodak, Hewlett-Packard a Xerox.